# Смирнов, Александр Александрович (военачальник)
Алекса́ндр Алекса́ндрович Смирно́в (23 августа 1900 года, Термез, Бухарский эмират, Российская империя — умер после 1985 года, Воронеж, Россия) — советский военачальник, полковник (1939), кандидат технических наук.

## Биография
Родился 23 августа 1900 года в городе Термез, ныне в Узбекистане. Русский. До службы в армии работал электромонтёром и младшим техником на Костромской городской электростанции.

### Военная служба

#### Гражданская война
1 августа 1919 года призван в РККА и служил красноармейцем и затем командиром отделения в Костромском территориальном полку. В октябре с маршевым эскадроном убыл на Восточный фронт. В составе 26-го кавалерийского полка командиром отделения, помощником командира и командиром взвода воевал против войск адмирала А. В. Колчака. В начале марта 1920 года был контужен и эвакуирован в город Омск. По выздоровлении в мае прикомандирован к штабу Зап.-СибВО, с августа исполнял должность секретаря начальника штаба округа. После расформирования штаба округа направлен инструктором в 8-й кавалерийский дивизион. С ноября 1920 года по февраль 1921 года прошёл переподготовку на повторных курсах среднего комсостава кавалерии при штабе 8-й бригады в г. Омск, затем назначен помощником командира эскадрона в 1-й Западно-Сибирский территориальный кавалерийский дивизион ЧОН.

#### Межвоенные годы
С ноября 1921 года Смирнов — курсант Омской военно-топографической школы СибВО, а после её расформирования в феврале 1923 года переведён в Петроградскую военно-топографическую школу. 1 октября окончил её и направлен на стажировку в 45-ю стрелковую дивизию УВО. В апреле
1924 года назначен в Аэрофототопографический отряд в Ленинграде производителем фотогеодезических работ, затем исполнял должность старшего топографа. В 1926 года принят слушателем на геодезический факультет в Московский межевый институт. По его окончании в 1930 года получил специальность инженера-геодезиста и в мае назначен во 2-й аэротопографический отряд в Москве, где был старшим топографом и инженером-топографом. С прикомандированием отряда к Аэрофото-топографическому отделу в ноябре 1931 года он был переименован во 2-й фототеодолитный отряд РККА. В апреле 1935 года Смирнов назначен начальником Разведывательного фотограмметрического центра № 2 МВО, с марта 1936 года командовал 4-м моторизованным топографическим отрядом округа. В августе 1936 года переведён в Управление боевой подготовки РККА помощником начальника 1-го отдела. С сентября 1940 года исполнял должность начальника отдела военнотопографической службы штаба МВО, а с февраля 1941 года — ЗабВО.

#### Великая Отечественная война
С началом войны полковник Смирнов продолжал служить в той же должности в ЗабВО. С апреля 1943 года — заместителем командира 103-й стрелковой дивизии Забайкальского фронта. В августе переведён на должность начальника Забайкальского пехотного училища. Член ВКП(б) с 1943 года. В мае 1944 года зачислен в распоряжение ГУК НКО, затем направлен на 2-й Белорусский фронт. 2 сентября 1944 года назначен заместителем командира 153-й стрелковой Смоленской ордена Кутузова дивизии, которая в составе 50-й армии находилась в обороне на плацдарме на западном берегу реки Неман. В конце октября дивизия, используя успех на правом фланге соседней дивизии 3-го Белорусского фронта в районе Сувалки, перешла в наступление и овладела городом Августов. С 26 декабря полковник Смирнов вступил в командование 153-й стрелковой дивизией. С 22 января 1945 года она в составе 50-й армии перешла в наступление и участвовала в Млавско-Эльбингской наступательной операции. 23 января её части овладели городом Ликк, а 27 января — городом Райн. В последующем дивизия, ведя бои в полосе Мазурских озёр, продвинулась с боями на 135 км и овладела более 60 нас. пунктами. Продолжая наступление и сбивая сильные заслоны противника, она к 7 февраля вышла в район городу Хайльсберг, а к 12 марта подошла к Кёнигсбергу и перешла к жёсткой обороне против его кёнигсбергской группировки. С 8 апреля её части принимали участие в Кёнигсбергской наступательной операции и овладении городом Кёнигсберг. 13 апреля дивизия была передислоцирована в район Нойхаузен — Тиргартен, где находилась до конца войны.
За время войны комдив Смирнов был два раза персонально упомянут в благодарственных в приказах Верховного Главнокомандующего.

#### Послевоенное время
После войны продолжал командовать этой дивизией. В феврале 1946 года назначен начальником штаба 69-го стрелкового Мазурского Краснознамённого корпуса. 7 июня 1946 года полковник Смирнов уволен в запас. Проживал в городе Воронеж. Работал преподавателем в Воронежском государственном университете, защитил диссертацию кандидата технических наук, автор книги по вопросам геодезии городского строительства.

## Награды
- орден Ленина (21.02.1945)[5][6]
- три ордена Красного Знамени (03.11.1944[7][6], 31.12.1944[8], 16.02.1945[9])
- орден Кутузова 2 степени (02.01.1945)[10]
- орден Отечественной войны 1-й степени (06.11.1985)[11]
- орден Красной Звезды (19.10.1942)[12]
  - медали в том числе:
  - «XX лет Рабоче-Крестьянской Красной Армии» (1938)[9]
  - «За победу над Германией в Великой Отечественной войне 1941—1945 гг.» (10.12.1945)[13]
  - «За взятие Кёнигсберга» (04.12.1945)[14]

Приказы (благодарности) Верховного Главнокомандующего в которых отмечен А. А. Смирнов.
- За прорыв мощной, долговременной, глубоко эшелонированной обороны противника в районе Мазурских озёр, считавшейся у немцев со времён первой мировой войны неприступной системой обороны, и овладение городами Бартен, Дренгфурт, Растенбург, Раин, Николайкен, Рудшанни, Пуппен, Бабинтен, Теервиш, превращёнными немцами в сильные опорные пункты обороны. 27 января 1945 года. № 258.
- За овладение крепостью и главным городом Восточной Пруссии Кёнигсберг — стратегически важным узлом обороны немцев на Балтийском море. 9 апреля 1945 года. № 333.